# John Rostill
John Rostill (Kings Norton, Birmingham, 16 juni 1942 – Radlett, 26 november 1973) was een Brits basgitarist. Hij begeleidde sterren als The Everly Brothers, Tommy Roe, Gerry & the Pacemakers en Frank Ifield, vooraleer hij Brian "Licorice" Locking in 1963 als basgitarist verving bij The Shadows.
Voor zijn dood in 1973 (Bruce Welch, slaggitarist van The Shadows, vond hem overleden aan een overdosis barbituraten in zijn opnamestudio) toerde Rostill met onder anderen Tom Jones door de Verenigde Staten. Voor Olivia Newton John schreef hij onder meer Let Me Be There, een nummer dat in de Verenigde Staten meer dan 1 miljoen keer werd verkocht. Ook Elvis Presley zong dit nummer tijdens live-concerten.
- Bibsys: 7066195
- Biblioteca Nacional de España: XX4579324
- Bibliothèque nationale de France: cb14775142s (data)
- Gemeinsame Normdatei: 123652987
- International Standard Name Identifier: 0000 0001 2023 8065
- Library of Congress Control Number: nb99177475
- MusicBrainz: 22c9446f-c781-4b2b-a564-a49a0f8a86a3
- Nationale Bibliotheek van Tsjechië: mzk2011645371
- Virtual International Authority File: 35369545
- WorldCat: E39PBJv8BVr37hJq3xM9pDDg8C